# دوري السوبر الألباني 1931
دوري السوبر الألباني 1931 (بالألبانية: Kategoria e Parë 1931‏) هو الموسم 2 من  دوري السوبر الألباني. أقيم خلال الفترة 19 أبريل 1931 وحتى 5 يوليو 1931، والذي يشرف على تنظيمه اتحاد ألبانيا لكرة القدم.